# Aurivillius fuscus
Espèce
Aurivillius fuscus est une espèce de lépidoptères (papillons) africains de la famille des Saturniidae et du genre Aurivillius.

## Répartition
Cette espèce se rencontre en Afrique australe, ; elle est notamment présente en Afrique du Sud et au Mozambique.

## Description de l'imago
L'imago d’Aurivillius fuscus mesure de 115 à 125 mm.
Il se caractérise par une couleur marron-rougeâtre à châtaigne-rougeâtre.
La seconde nervure radiale des ailes antérieures se détache avant la cinquième,.
L'ocelle postérieur présente un anneau central, couvert d'écailles d'un noir pur qui englobe une partie vitrée constituée d'une fine ligne basale, entouré d'un large anneau rougeâtre assez ternes et pale, un peu gris, plus clair autour du noir et passant progressivement au rougeâtre du côté du très mince anneau blanc entouré à son tour d'un large anneau plus ou moins rouge.
Une rayure médiane prend naissance au niveau de l'ocelle présent sur la face supérieure de chaque aile. Cette rayure, caractéristique du genre, est fine, très accentuée et plus apparente que les autres. D'un brun noirâtre à rougeâtre, elle parcourt les deux ailes en faisant de nombreux zigzag irréguliers souvent très profonds. Chaque aile présente également une rayure interne ou basale en zigzag et brisée sur la cellule ainsi qu'une rayure externe droite plus ou moins découpée en arceaux.

## Taxonomie
Le taxon actuellement appelé Aurivillius fuscus a été décrit par l'entomologiste britannique Lionel Walter Rothschild en 1895 en tant que Nudaurelia arata ab. fusca. 
Il a ensuite été élevé au rang d'espèce. Il a été déplacé vers le genre Aurivillius, a priori masculin, ce qui impose, selon le code international de nomenclature zoologique, d'accorder l’épithète spécifique au masculin : fuscus.

## Plantes hôtes
La chenille se rencontre sur Peltophorum africanum.

### Publication originale
- (en) W. Rothschild, « Notes on Saturniidae; with a preliminary revision of the family down to the genus Automeris, and descriptions of some new species », Novitates Zoologicae, vol. 2, no 1,‎ 1895, p. 35–51 (lire en ligne).